# Thomas S. Officer

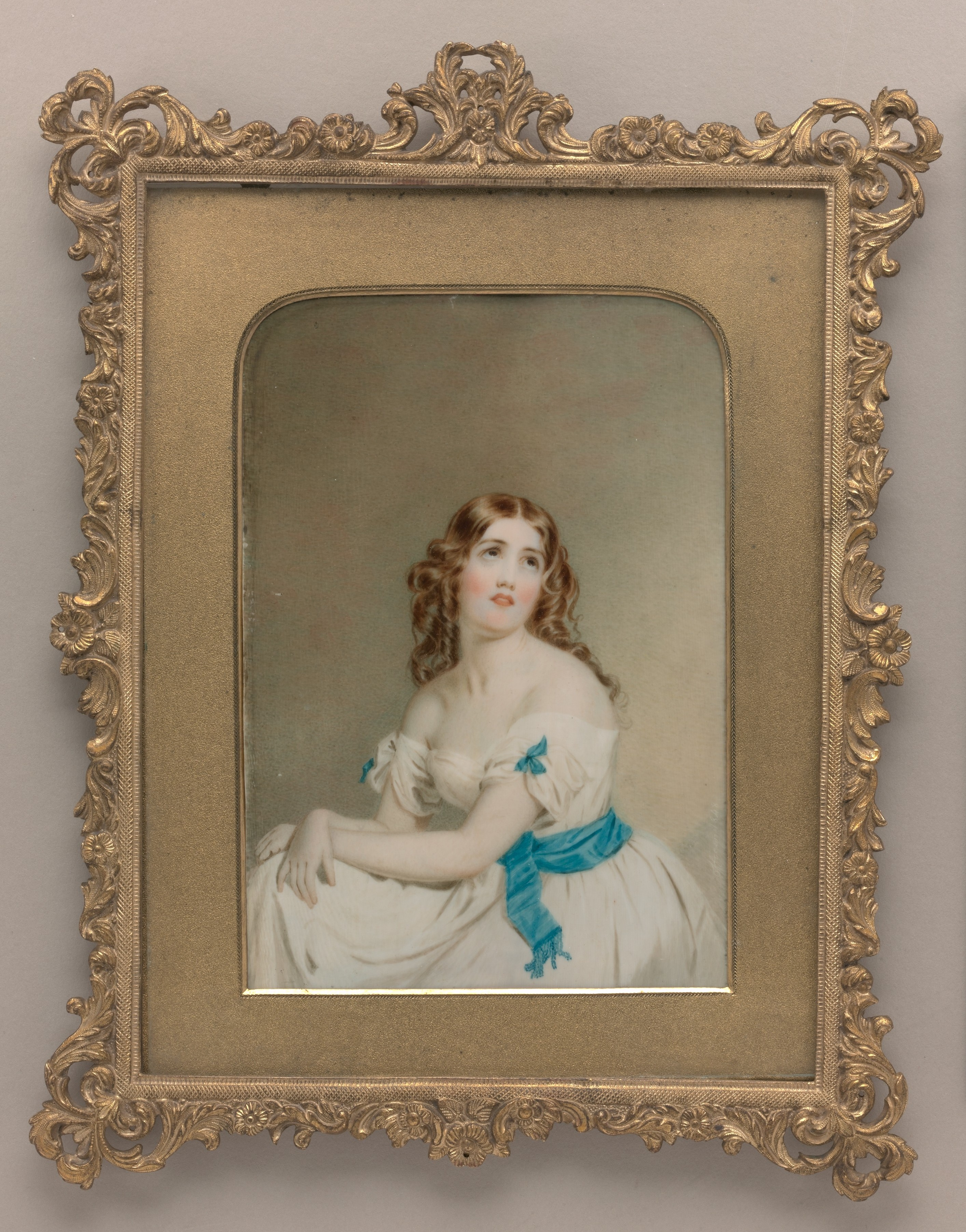
Thomas S. Officer: Holy Eyes (1848). Metropolitan Museum of Art, New York

Thomas Story Officer (* 15. August 1810 in Carlisle, Pennsylvania; † 8. Dezember 1859 in San Francisco, Kalifornien) war ein US-amerikanischer Miniatur- und Porträtmaler.

## Leben
Thomas Story Officer studierte bei Thomas Sully in Philadelphia und schuf zwischen 1834 und 1845 seine ersten Miniaturen, die er häufig in der Artists’ Fund Society ausstellte. Er arbeitete auch in Mobile, Charleston, New Orleans und Richmond, bevor er 1846 nach New York City zog. Von 1846 bis 1849 stellte er in der National Academy of Design aus. Am Ende des Mexikanisch-Amerikanischen Krieges im Jahr 1848 besuchte er Mexiko-Stadt. Anschließend lebte er in Australien, bevor er 1855 nach San Francisco zog. Er wurde von einigen als der beste Porträtmaler Kaliforniens angesehen und unterhielt eine Porträtmalerei-Abteilung im Fotostudio von James W. Johnston. Er kolorierte später Fotografien für den Fotografen George Howard Johnson (ca. 1823–?). Thomas S. Officer malte sein Leben lang Miniaturen, die zu seiner Zeit großen Anklang fanden. Nicht lange nach einer erfolgreichen Ausstellung auf der San Francisco Mechanics Institute Fair im Jahr 1858 starb Officer allein und verarmt.

## Werk

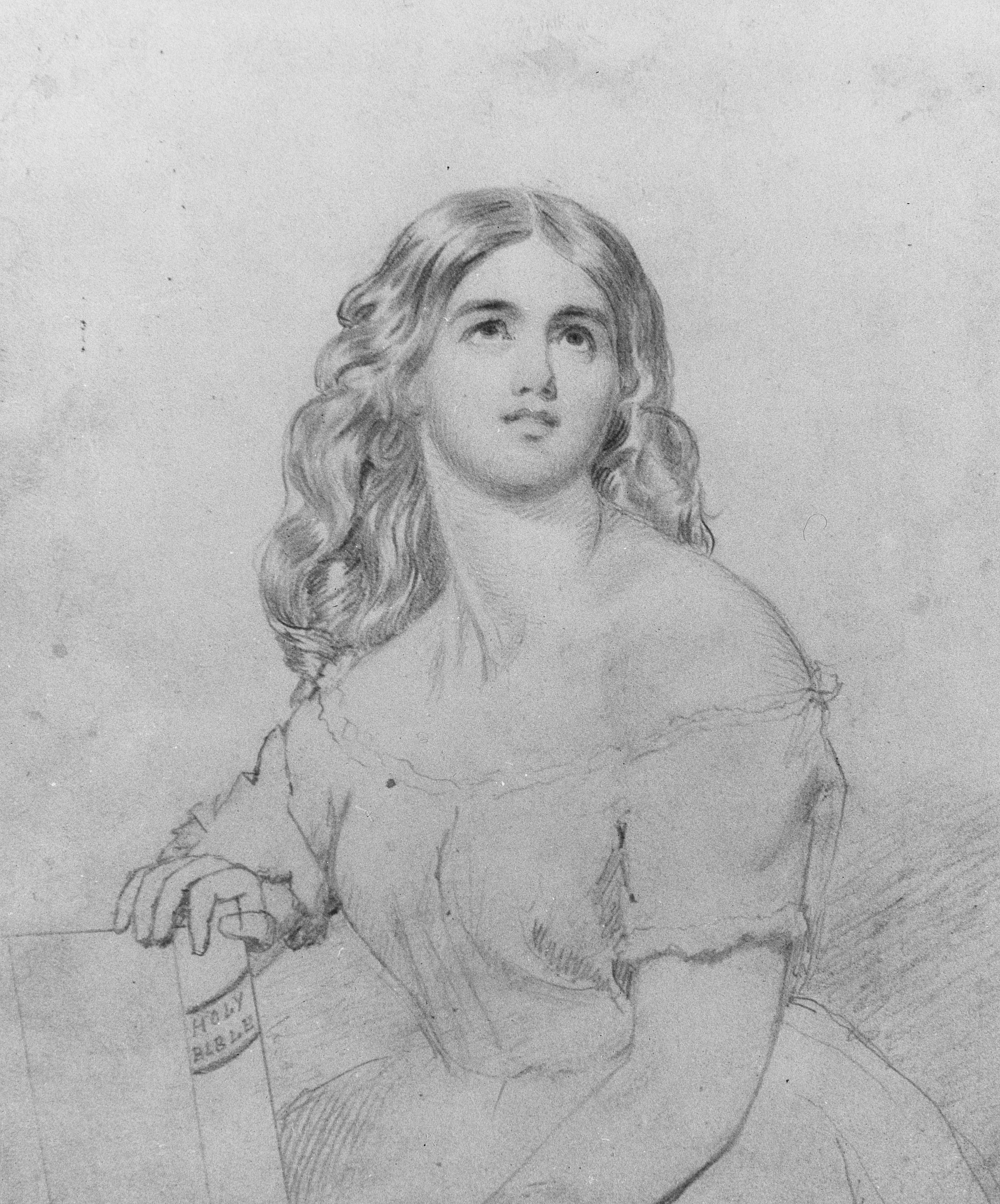
Thomas S. Officer: Holy Eyes (Bleistiftzeichnung, 1850). Metropolitan Museum of Art, New York

Thomas S. Officer spezialisierte sich auf Miniaturporträts, vorwiegend Aquarelle auf Elfenbein sowie Bleistiftzeichnungen auf Bristol-Board Papier. Ein bekanntes Werk ist Holy Eyes (1848), eine Miniatur auf Elfenbein, die auf der Ausstellung der National Academy of Design präsentiert wurde. Seine Arbeiten zeichnen sich durch feine Detailgenauigkeit und die intime Wirkung klassischer Miniaturen aus. Häufige Motive waren weibliche Porträts mit großer Ausdruckskraft und sensiblen Kolorierungen.